# Олімпійський комітет Катару
Олімпійський комітет Катару (араб. اللجنة الأولمبية القطرية) — організація, що представляє Катар у міжнародному олімпійському русі. Був заснований 1979 року, зареєстрований у МОК 1980 року
Штаб-квартира організації розміщується в Досі. Олімпійський комітет Катару є членом Міжнародного олімпійського комітету, Олімпійської ради Азії й інших міжнародних спортивних організацій. Опікується розвитком спорту в Катарі.